# لوتئولین
لوتئولین (به انگلیسی: Luteolin) یک ترکیب شیمیایی با شناسه پاب‌کم ۵۲۸۰۴۴۵ است. 